# NRSF
El NRSF (neuron-restrictive silencing factor), també anomenat REST (repressor element 1-silencing transcription factor) és un factor de transcripció que actua com a repressor dels gens implicats en el desenvolupament embrionari del sistema nerviós.
Durant el desenvolupament embrionari, en la formació del sistema nerviós, incrementa el nombre de cèl·lules mare que originaran el teixit neural per autorenovació. Més endavant, comença la neurogènesi, en què aquestes cèl·lules experimenten divisions asimètriques originant neurones, astròcits i oligodendròcits.
Tot aquest procés de diferenciació de les diferents cèl·lules neurals està regulat per un gran nombre de repressors i activadors transcripcionals. Molts d'aquests sistemes s'han estudiat de manera individual durant les últimes dècades, però no s'ha trobat cap mecanisme que expliqui i unifiqui tot aquest procés de manera definitiva. Un possible candidat que defineixi tot aquest procés és el factor de transcripció NRSF.

## Estructura
L'estructura de REST conté 8 dominis proteics en forma dits de zinc del tipus Cys2His2. El gen que codifica REST es compon almenys de sis exons. L'exó IV codifica la regió del codó d'iniciació de la traducció fins al final del dit 4 de zinc. L'exó V codifica el separador entre els dits 4 i 5 de zinc. L'exó VI conté la regió de REST que codifica els dits de zinc 6,7 i 8. Els exons I, II i III tenen predisposició a patir splicing alternatiu.

## Funcionament

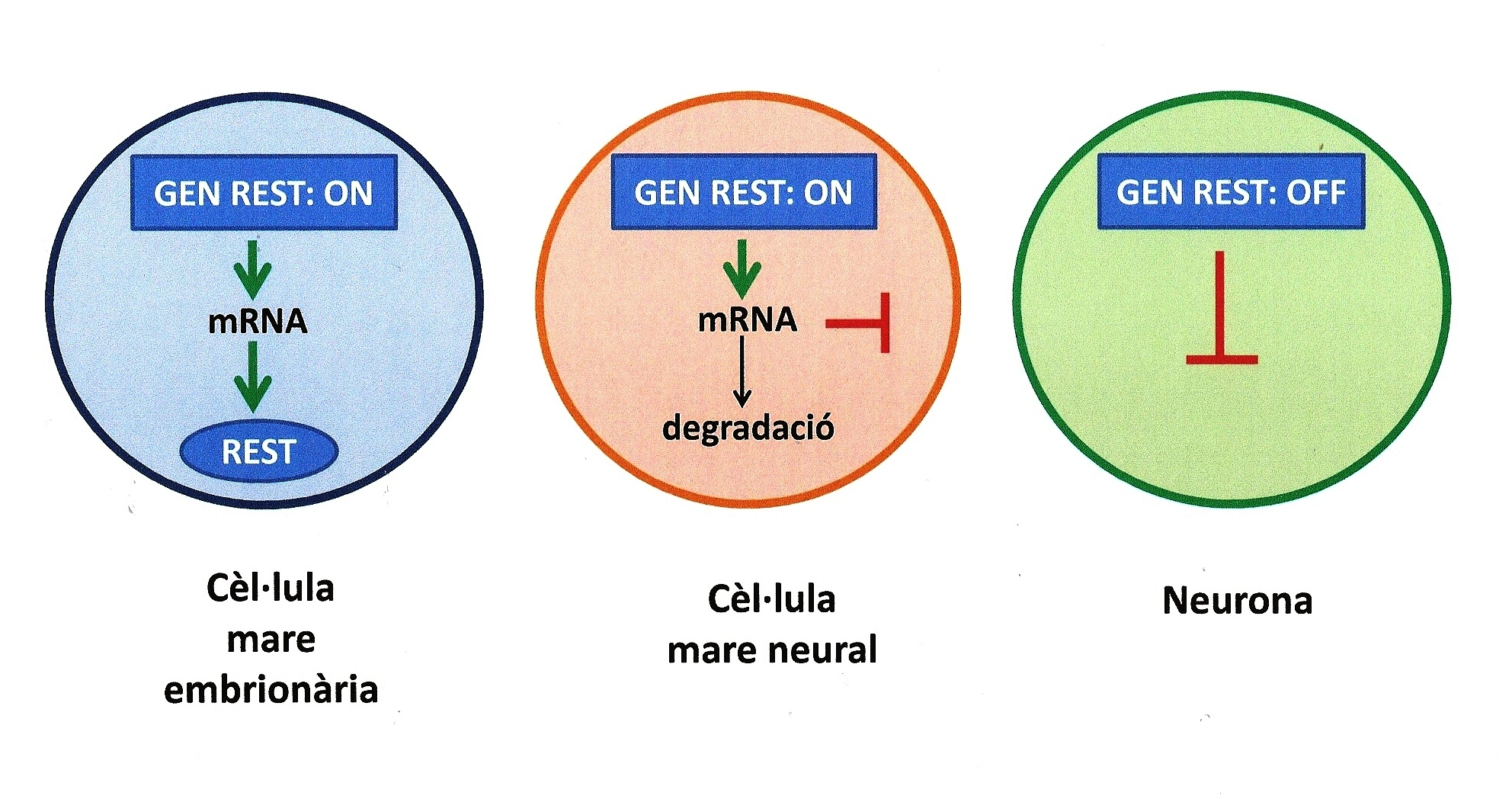
Funcionament de REST

El complex REST pot participar i intervenir en la repressió de diferents gens neuronals unint-se a la seqüència NRSE (també anomenada RE1), de 21 a 23 parells de bases nitrogenades. La seva activitat és regulada per diversos complexos com mSin3A/B, N-CoR o el complex co-repressor CoREST/HDAC2. REST es manifesta en els teixits no neuronals i regula la diferenciació de les cèl·lules mare en neurones. Hi ha dos tipus de gens neuronals: els de tipus I i els de tipus II. REST actua de manera diferent en cadascun d'ells. Tant en els de tipus I com en els de tipus II, hi intervé el complex CoREST/HDAC2. En els de tipus II, hi intervé també el complex mSin3A/B, entre d'altres. Els gens neuronals codifiquen proteïnes característiques de les neurones com canals d'ions, receptors de neurotransmissors i proteïnes per a la seva síntesi, factors associats als receptors, neurotrofines, proteïnes de les vesícules sinàptiques, factors implicats en el creixement axonal, etc. En les cèl·lules mare embrionàries REST es troba en un gradient d'expressió elevat, de manera que evita que iniciïn la diferenciació cap a un destí neuronal. Durant la transició d'una cèl·lula mare embrionària fins a una cèl·lula precursora neural es redueix el gradient de REST. En aquestes cèl·lules precursores, l'expressió de REST és baixa però el seu mRNA es troba en nivells elevats, té la mateixa expressió que en les cèl·lules mare embrionàries. Aquest fet indica que en aquesta etapa el gen de REST no és inhibit, sinó que un cop es tradueix REST pateix una sèrie de modificacions postraduccionals i és degradat als proteasomes. En la diferenciació de les cèl·lules mare neurals a neurones el gen de REST és inhibit per un complex repressor, en què també hi forma part CoREST/HDAC2, REST deixa de sintetitzar-se i es poden transcriure els gens neuronals. Depenent dels tipus de gens que s'activen, la diferenciació és dirigida cap a neurones corticals, neurones de l'hipocamp o cèl·lules de la glia.